# Cây sự sống

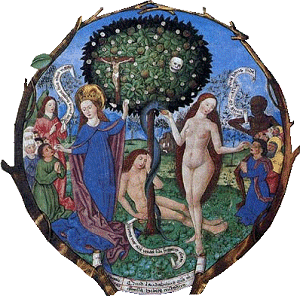
Cây sự sống trên thiên đường - Hình minh họa thế kỷ 15

Cây sự sống (tiếng Hebrew: עֵץ הַחַיִּים - Ec ha-Chajim) là cây trong vườn địa đàng theo Kinh Thánh, sinh trái ăn vào sẽ được bất tử. Mặc dù mô típ thần thoại về hình ảnh cây dùng để trang trí đã xuất hiện trong tín ngưỡng của nhiều dân tộc như Lưỡng Hà tiền sử hay Ai Cập, Hy Lạp, Babylonia, Ba Tư và Ấn Độ cổ đại, Cây sự sống là biểu tượng chỉ xuất hiện trong các thánh thư Do Thái giáo (tiếng Yiddish: Ejc Hachajim) cũng như Kitô giáo (tiếng Latinh: Arbor Vitae hay Arbor Crucis, Crux Florida) coi như báo trước về hình ảnh Đấng Messiah bị đóng đinh. Cây sự sống với tư cách hình mẫu văn hóa tượng trưng cho sự tái sinh vĩnh cửu của tự nhiên đồng thời là sự trải qua của số phận con người. Đối với Kitô hữu, cây gỗ làm nên thập tự giá đánh dấu cái chết lại khởi đầu cho sự sống.

## Cây trong tín ngưỡng

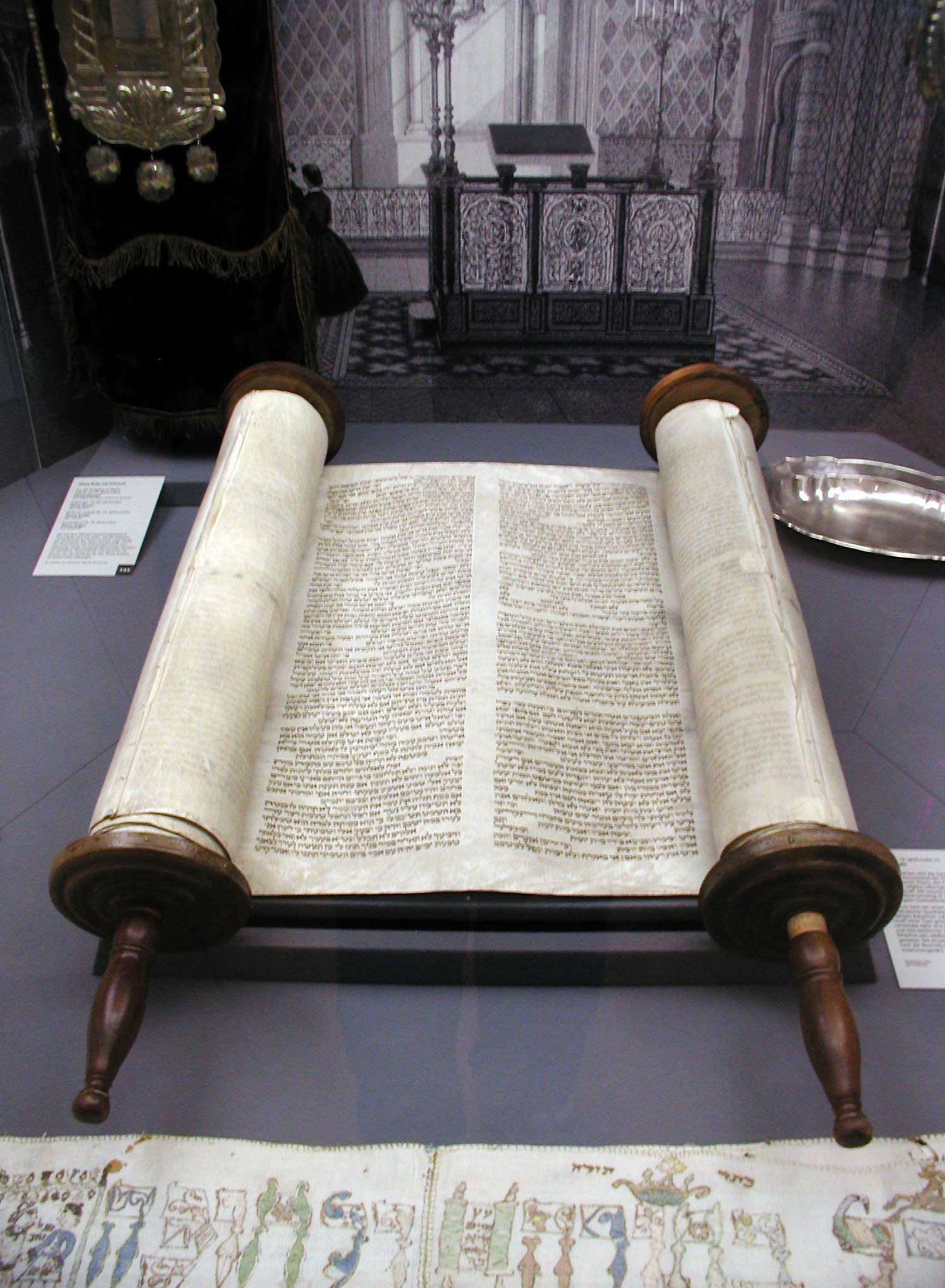
Kinh Torah từ nhà hội Do Thái ở Köln

Mô típ cái cây kết nối các thế giới khác nhau có mặt trong nhiều tôn giáo. Trong thần thoại Hindu đó là cây bồ đề linh thiêng (Ficus religiosa), còn trong thần thoại Bắc Âu là cây tần bì Yggdrasil thể hiện trục thế giới và liên quan đến khái niệm cây vũ trụ. Người Sami thì sáng tạo ra mô típ cây không gian đảo ngược. Mô típ cây thần kỳ ban ra sự bất tử có thể tìm thấy trong thần thoại Hy Lạp về Mười hai kỳ công của Heracles đi tìm trái táo vàng Hesperides. Theo truyền thống Yakut, cây thiêng "cổ thụ không biết bao nhiêu thế kỷ. Rễ cắm sâu đến hạ giới còn ngọn xuyên đến tận cửu thiên. Lá dài bảy sải còn trái đến chín sải". Các dân tộc còn phổ biến mô típ cây cối là nơi linh hồn và thần thánh trú ngụ như vào thời Ai Cập cổ đại, họ quan niệm các thần ngự tại cây vả (Ficus sycomorus) linh thiêng. Thổ dân Úc và một số dân tộc Trung Hoa còn chung chủ đề về một cái cây tạo thành cầu nối với thế giới bên kia. Các dân tộc Slav coi những lùm cây sồi là nơi thần linh hiện thân.

## Thần thoại Lưỡng Hà
Quan niệm cây thiêng kết nối các thế giới khác nhau có liên hệ mật thiết đến mô típ của một loài thực vật tượng trưng kiếp người đã qua và bản thể tự nhiên được tái sinh liên tục.
Sử thi Gilgamesh bằng tiếng Akkad mô tả vị anh hùng sau khi chứng kiến cái chết của người bằng hữu đã bắt đầu hành trình tìm kiếm sự sống vĩnh cửu. Gilgamesh phát hiện một loài cây ăn vào sẽ giúp cải lão hoàn đồng và trở nên bất tử. Tuy nhiên, con rắn lợi dụng lúc Gilgamesh bất cẩn mà nuốt mất cái cây đó. Cây thiêng cách điệu hóa, trang trí và thờ phụng là chủ đề thường thấy trong nghệ thuật tiền sử Lưỡng Hà. Hình ảnh này được phát hiện trên các đồ tạo tác tại Lưỡng Hà cổ đại thiên niên kỷ 4 TCN cũng như muộn hơn vào thiên niên 2 TCN của các bộ tộc Cận Đông gồm Ai Cập, Hy Lạp và Văn minh sông Ấn. Các nhà khoa học chưa làm sáng tỏ được ý nghĩa mô típ này và chưa thể khẳng định khái niệm Cây sự sống đã tồn tại Lưỡng Hà cổ đại hay không, nhưng có sự tương đồng rõ nét với mô típ Cây sự sống về sau trong văn hóa Do Thái giáo, Thiên Chúa giáo, Hồi giáo và Phật giáo. Như vậy, họ vẫn thường sử dụng thuật ngữ "cây thiêng" một cách phân biệt khi đề cập đến thần thoại Lưỡng Hà. Có lẽ thần thoại Ba Tư tiền sử kết hợp giữa Ấn-Iran và Semitic đã đặt nền tảng cho quan niệm về cái cây khổng lồ cao tới bầu trời hoặc chính vòm cây là vòm trời với mặt trời treo trên đó và sinh trái ăn vào bất tử. Người Chaldea thì có câu chuyện cây khổng lồ mọc ở Eridu được chim mặt trời canh giữ và mô típ cây cọ sinh trái xuất hiện vào thiên niên kỷ 2 TCN.

## Do Thái giáo

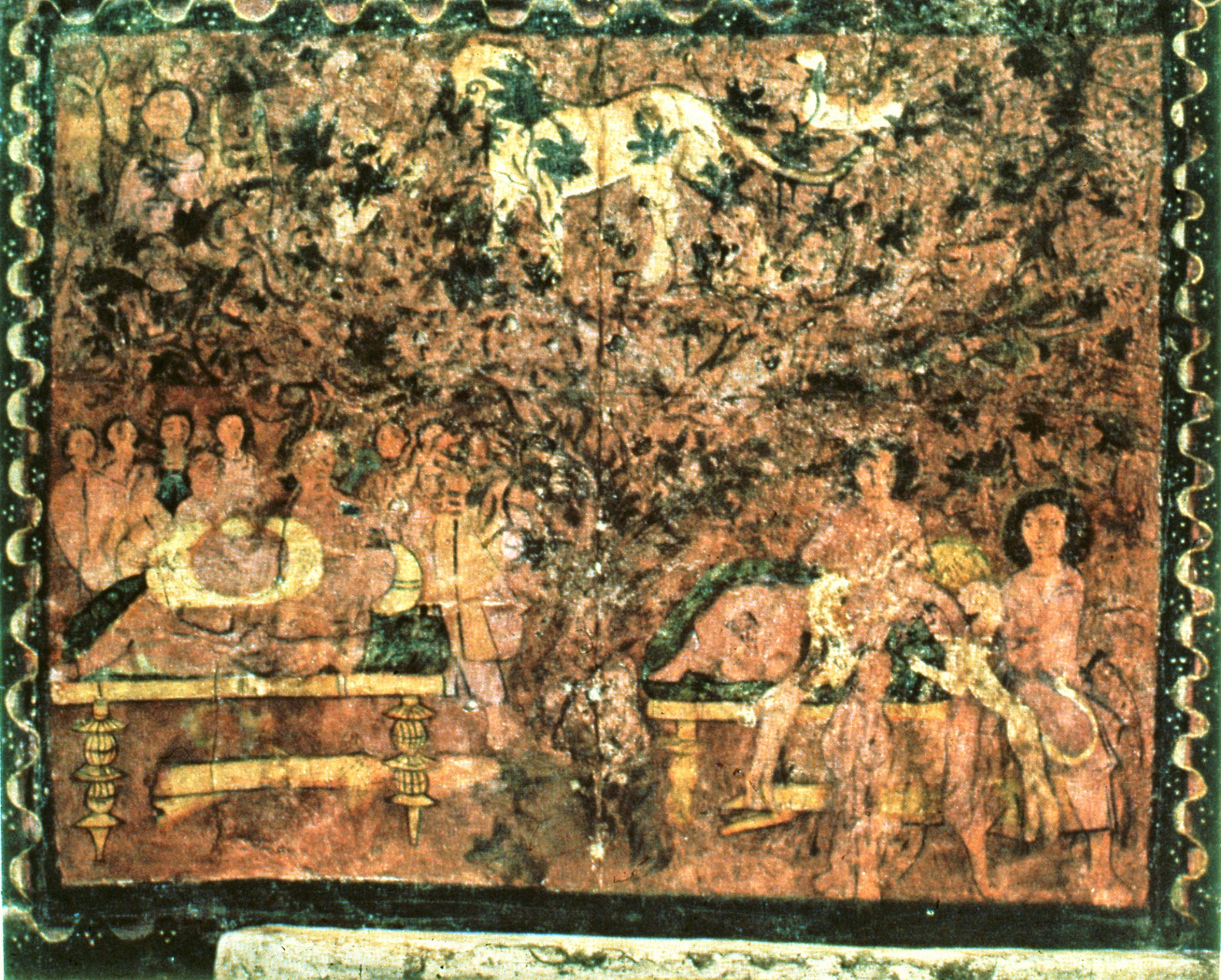
Mô típ cây nhiều màu trong Nhà hội Do Thái ở Dura Europos (thế kỷ 3)

Cây sự sống mọc giữa vườn địa đàng xuất hiện ba lần trong sách Sáng Thế Ký. Sau khi ăn trái Cây biết điều thiện và điều ác, Adam và Eva bị trục xuất khỏi vườn để không chạm được vào trái Cây sự sống là thứ sẽ cho phép bất tử. Trong Sách Châm Ngôn, Cây sự sống là một ẩn dụ cho khôn ngoan và công chính, còn trong sách Midrash, ngụy kinh và giả kinh, cây này có liên quan đến nhân vật thực sự. Mỗi tác giả đưa ra một chi tiết riêng nhưng đều có điểm chung là mô tả mang tính ngụ ngôn. Kinh Torah được tượng trưng như Cây sự sống là "sự sống vĩnh cửu gieo vào tâm trí chúng ta". Do đó các thanh cuộn kinh Torah được gọi là acej chajim (số nhiều của ec chajim), trên đó trang trí hình trái lựu gọi là rimmonim. Trong số các đồ tạo tác bằng đất nung thuộc về di vật bàn thờ dâng hương ở Taanak gần Megiddo, một bức phù điêu có niên đại từ thế kỷ 8 TCN mô tả Cây sự sống cùng hai con sơn dương. Mô típ Cây sự sống cũng được nhận diện trên các trang trí nhiều màu còn lại trong phòng pháp điển của nhà hội Do Thái xây dựng khoảng năm 244–245 ở Dura Europos, nay là miền tây Syria.

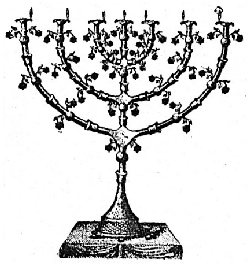
Đèn Menora có hình Cây sự sống

Thuyết mạt thế đặt Cây sự sống làm một thành tố thiết yếu trong Cõi Lai thế (Olam ha-Ba), trong đó người công chính có thể ăn trái cây sự sống. Thi Thiên 1 (1:3) đề cập đến Cây sự sống trồng gần dòng nước, lá chẳng tàn héo bao giờ, còn Sách Ê-xê-chi-ên (47:12) nói về "cây có trái ăn được, lá nó không hề héo rụng, và trái nó không hề dứt" và "Trái nó dùng để ăn, lá nó dùng để làm thuốc." Cây sự sống còn là tiêu đề một số trước tác tôn giáo ("Ec Chajim", "Ec ha-Chajim"). Trong Kabbalah, nó được xếp vào danh sách thần bí và phúng dụ. Khoảng thế kỷ 16-17 có tác phẩm thuộc dòng này là "Ec Chajim" (Cây sự sống) do rabbi và nhà thần bí Hayyim ben Joseph Vital viết ra. Nhà thần bí Kabbalah thế kỷ 16 Moses ben Jacob Cordovero tuyên bố Cây sự sống tăng cường nhân đôi ánh sáng, mô tả bằng ánh sáng thường (jashar) đồng thời kết hợp với ánh sáng phản xạ (chozer) tạo ra bản chất sự hiện diện của Thượng Đế. Luồng sáng này cũng ảnh hưởng đến năng lực hoạt động của mỗi Sephirah.
Cây sự sống cũng được hình tượng hóa cách điệu trên đèn menora (מְנוֹרָה), một mô típ đôi khi bắt gặp trong nhà hội Do Thái trang trí trên bema và phòng pháp điển. Còn trong nghệ thuật Do Thái khi được bố trí cùng với sư tử và kỳ lân, đây là biểu tượng sức mạnh Vương quốc Israel thống nhất được khôi phục.

## Hồi giáo
"Cây vĩnh cửu" được nhắc đến trong Kinh Qur'an kết hợp hình ảnh Cây sự sống với Cây biết điều thiện và điều ác và là phép ẩn dụ về sự bất tuân của loài người với Thượng Đế. Shaytan không cám dỗ Adam và Eve bằng tri thức mà đánh vào ham muốn bất tử. Như trong Kinh Thánh, hình phạt là trục xuất khỏi vườn Địa đàng.

## Truyền thống Thiên Chúa giáo

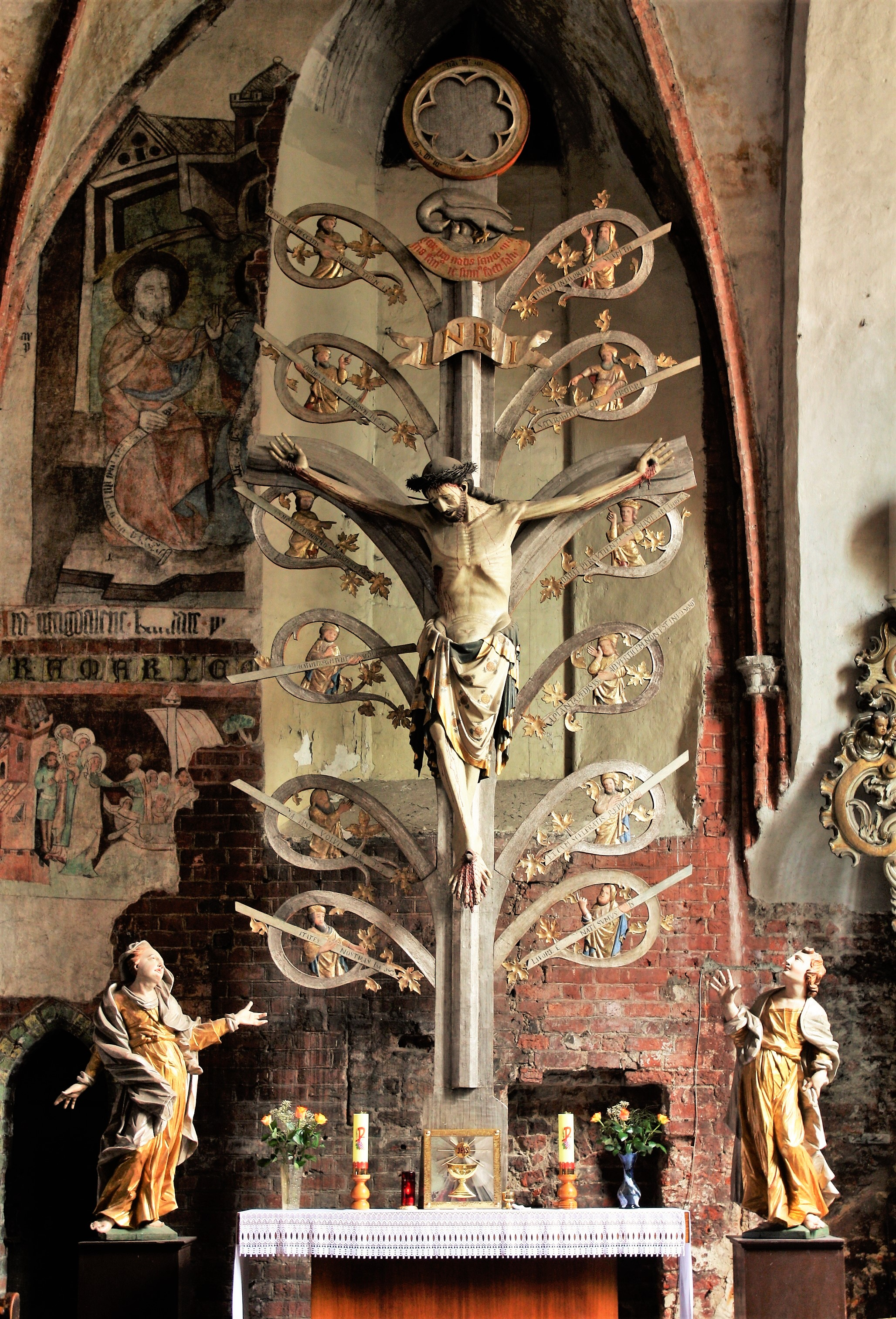
Cây sự sống trang trí thánh giá Nhà thờ Thánh Giacôbê ở Toruń (cuối thế kỷ 14)

Từ thế kỷ 1, Kitô hữu đã nhìn thấy trong Cựu Ước những hình bóng về Đấng Mesiah chịu khổ hình thập tự giá. Vào thế kỷ 2, Justinô Tử đạo trong "Đối thoại với Tryfo" đã nêu Cây sự sống là hình bóng loan báo về Chúa Giê-su. Justinô chỉ ra một loạt dẫn chứng cho điều này như Isaiah tiên báo "Có một chồi sẽ nứt lên từ gốc Y-sai", Thi Thiên của David thì nói "người công bình... như cây trồng gần dòng nước, sanh bông trái theo thì tiết, lá nó cũng chẳng tàn héo", tiên tri Jeremiah công bố "Còn tôi, như chiên con dễ biểu bị dắt đến chỗ giết, tôi chẳng biết họ mưu toan nghịch cùng tôi, mà rằng: Hãy diệt cả cây và trái, dứt khỏi đất người sống, hầu cho danh nó chẳng được nhớ đến nữa." Justinô cũng đề cập đến cây gậy Moses dùng rẽ nước Biển Đỏ (Xuất 14:16, 21) hay đập cho nước chảy ra từ tảng đá (Xuất 17:5–6). Trong Kinh Thánh Bản Bảy Mươi tiếng Hy Lạp, cũng có nhiều chỗ "cây" (ξύλον) ám chỉ đến "Cây sự sống".
Giáo phụ Irênê thành Lugdunum sống ở thế kỷ 2 cũng nói nhắc đến cây trong vườn Địa đàng mang nghĩa thập tự của Chúa Giê-su và ý tưởng về cây vũ trụ: "Sự vi phạm này vốn được cái cây trợ giúp đã bị sự vâng phục loại bỏ mà Con Người chịu đinh đóng vào cây, khước từ sự biết điều ác mà mang đến sự biết điều thiện."
Thời giáo hội sơ khai, Kélsos thành Alexandria đã có kiến giải gián tiếp về chủ đề này. Trong Chân Ngôn (Λόγος Ἀληθής), ông liên kết cây thập tự với cây sự sống: "...[nhắc đến] cây sự sống, có thân thể nhờ "cây" mà sống lại; vì tôi tưởng rằng thầy của họ đã bị đóng đinh trên cây thập tự, và nghề mưu sinh của ông là thợ mộc...". Phúc Âm Philip của phái Trí Huệ thì nói trực tiếp hơn: "Joseph, làm nghề thợ mộc, trồng một mảnh vườn để có cây gỗ làm nguyên liệu. Người đã đẽo thánh giá từ cái cây mình trồng. Con của người bị treo trên  những gì người trồng. Con đó là Chúa Giê-su, còn cây trồng đó là thập tự giá." Mối quan hệ giữa hai cây cũng được mô tả trong truyền thuyết dựa trên ngụy kinh (Cuộc đời Adam và Eva, Sách Jubilees, Phúc Âm Nicodemus), thập giá Chúa Giê-su làm từ ba cây gỗ mọc lên từ hạt giống  mà Seth lấy được ngay trước khi cha mình là Adam qua đời. Mối quan hệ giữa cây thiên đường với cây thập tự của Chúa Giê-su cũng được nêu ra trong các bản văn Ngụy Hippôlytô vào thế kỷ 3.

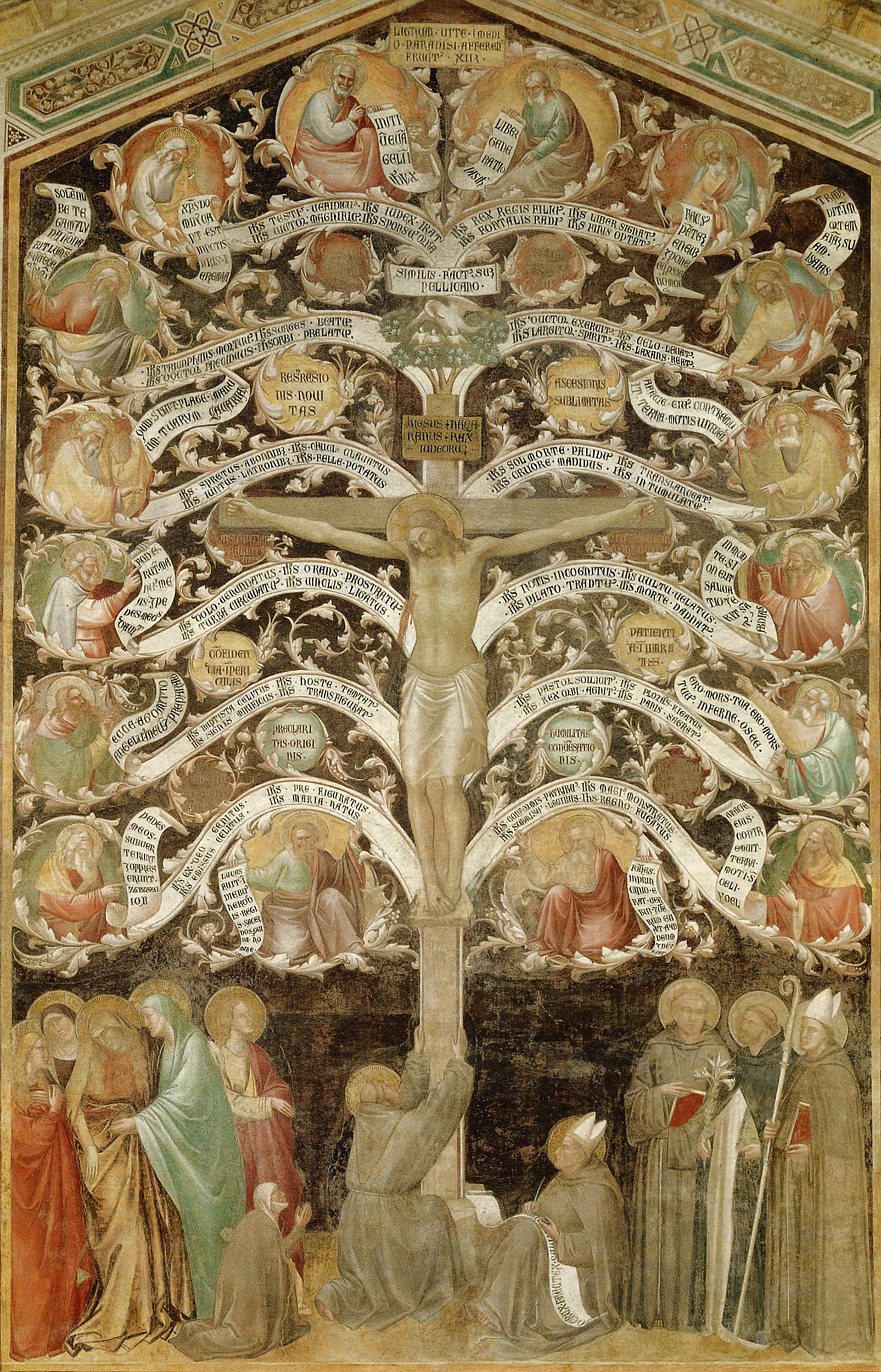
Cây sự sống - Bích họa của Taddeo Gaddi từ Vương cung thánh đường Santa Croce ở Firenze (1360)

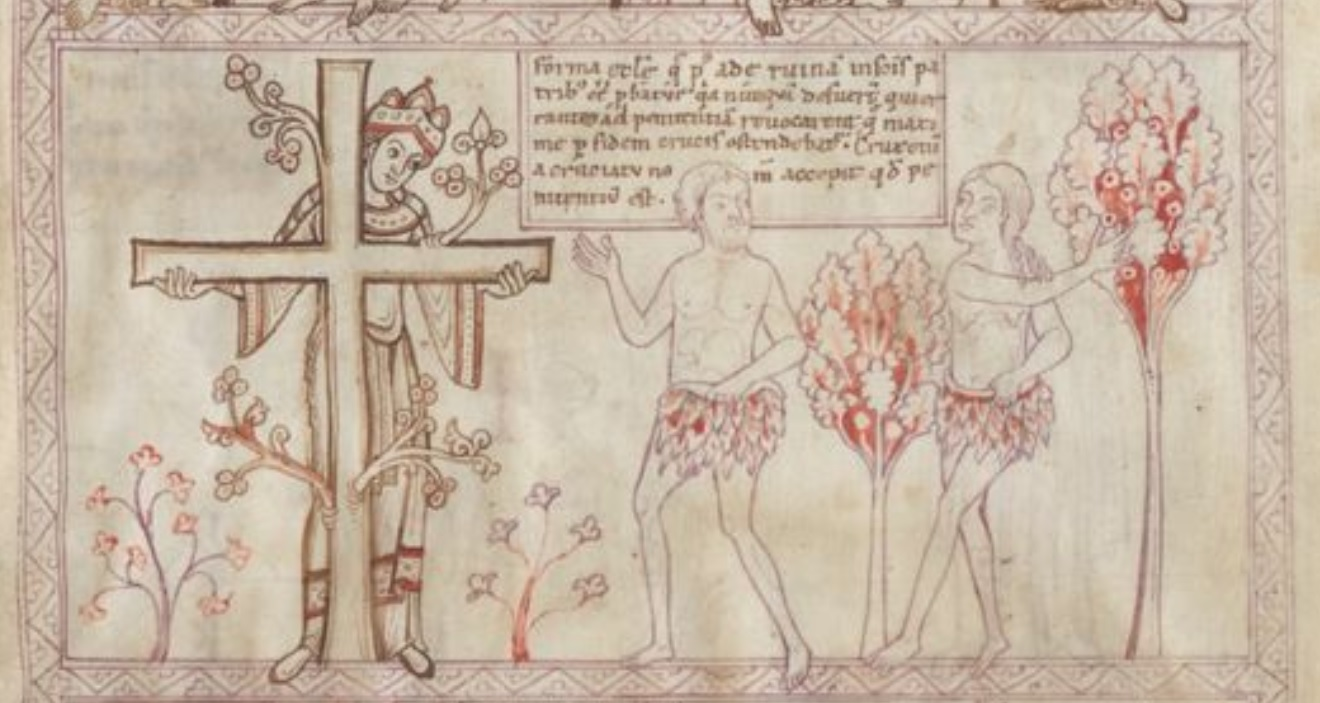
Tiểu họa trong "Dialogus de laudibus sanctae crossis" (Đối thoại ngợi khen thánh giá; Regensburg, 1170-1180): Thánh giá mô tả như Cây sự sống nở hoa. Dòng chữ trong hình: "Giáo hội tặng cho nhân loại cây sự sống nở hoa thành thập giá."

Thế kỷ 4, Ephrem xứ Syria so sánh Cây sự sống với chính Con Đức Chúa Trời "Và, nếu Hê-nóc, người có sự sống, không thể nào nhận được sự sống nếu không có Cây sự sống, (về sau) nếu không có Con hằng sống, trái Ngài ban sự sống cho muôn vật." Ông gọi Cây sự sống là "Mặt trời thiên đường" khiến tất cả các cây khác đều phải cúi đầu. Giáo phụ Ignatius thành Antioch so sánh thánh giá với cái cây có nhánh là các Kitô hữu đang đơm hoa kết trái. Thánh giá Arbor Vitae hay còn gọi là Arbor Crucis và Crux Florida cũng tiêu biểu trong nghệ thuật Thiên Chúa giáo sơ khai.
Thế kỷ 13, Thánh Bonaventura thuộc Dòng Anh Em Hèn Mọn đã viết một bài suy ngẫm mô tả câu chuyện về Chúa Giê-su dưới hình thức Cây sự sống. Câu chuyện có tính giáo huấn và phép ẩn dụ giúp cho tín hữu hiểu được ý nghĩa và ghi nhớ. Trong ngụ ngôn Bonaventura, cây mọc ra 12 cành với 48 lá và sinh 12 trái trên 3 tán (tương ứng với 3 khổ thơ). Mỗi lá là một câu ứng với một đặc tính hoặc sự kiện trong cuộc đời Đấng Christ. Bốn câu hợp thành một khổ. Phần mở đầu gồm ba khổ, tiếp nối bằng các cành riêng biệt. Khởi đầu là cành thấp nhất mô tả nguồn gốc và cuộc đời Đấng Christ, cành ở giữa nói về Sự Khổ Nạn, còn cành cao nhất nói về huyền nhiệm thờ phượng. "Cây sự sống" của Bonaventura được công nhận rộng rãi, được sử dụng để trích dẫn và phát triển nhiều lần. Nó trở nên một khuôn mẫu cho một loạt tác phẩm cũng như là nguồn cảm hứng trong hội họa về Cây sự sống thần bí, thậm chí được đưa vào âm nhạc và ca khúc. Hình thức Bonaventura được nhắc đến trong 175 tên gọi, thường gặp là "Lignum vitae", nhưng cũng có thể gọi là "Arbor crossis", "Tractatus de arbore crossis", "Arbor vitae", "Fasciculus myrrhae" hoặc "Contemplatio de passione Domini". Bản thảo lưu trữ tại Darmstadt có chứa hình ảnh đại diện Cây sự sống và chép một trong hai giai điệu còn sót lại. Giai điệu còn lại được chép trong Berlin codex. Nhưng không có bằng chứng nào cho thấy hai bản thảo này do một vị thánh sáng tác. Có một manh mối giống như gợi ý được nhắc đến trong biên niên sử Bartholomew xứ Acqui dòng Đa Minh.

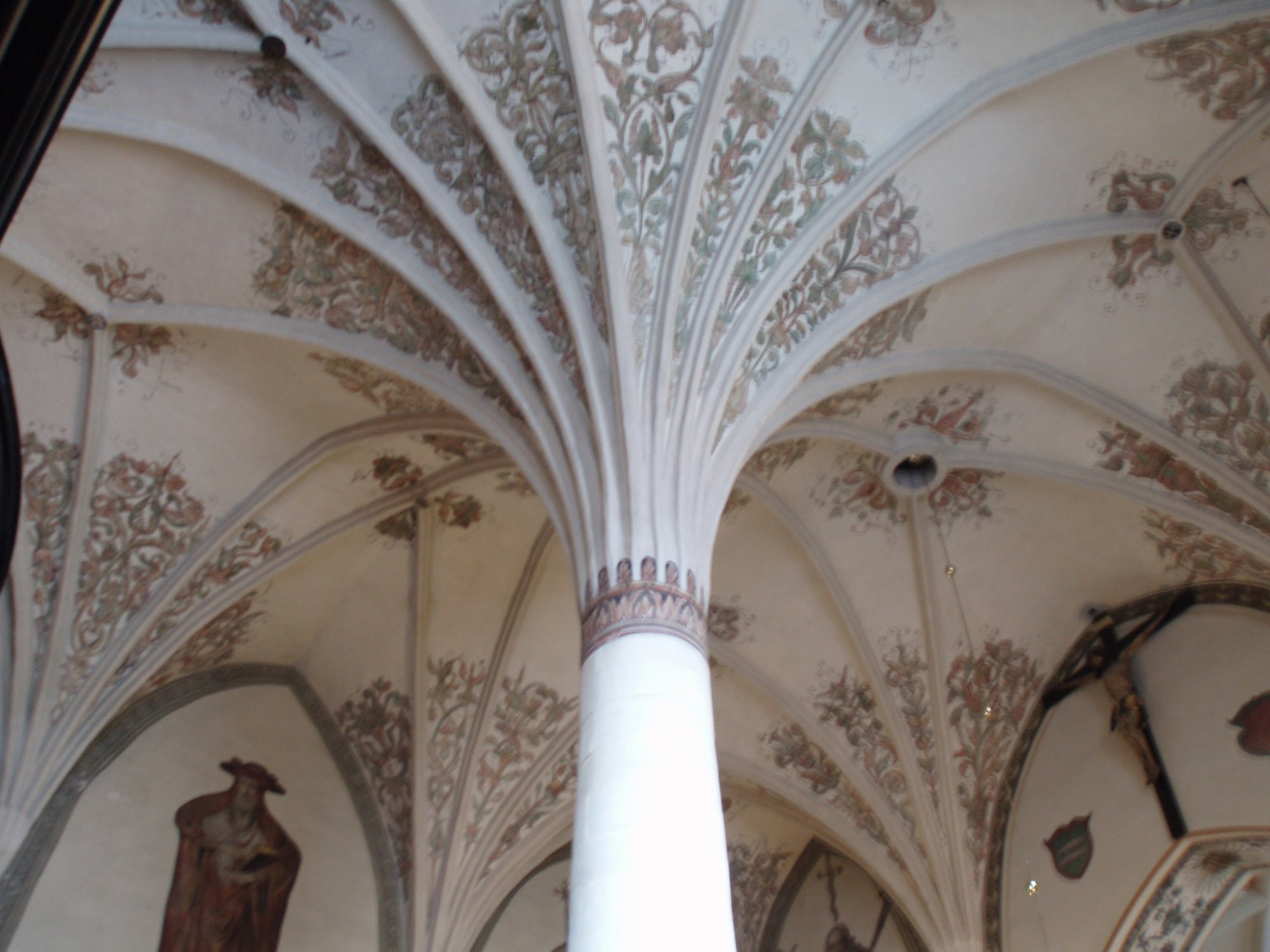
Cột trụ cây cọ trung tâm vòm gian giữa trong Nhà thờ Thánh Giá ở Kraków theo trường phái Gothic

Tác phẩm của Bonaventura là cảm hứng cho một loạt các trang trí nghệ thuật vào thời trung cổ. Hình ảnh thánh giá được trang trí rộng rãi như Cây sự sống có cành lá và trái, còn được gọi là "thánh giá cành lá". Cây cọ hoặc dây nho thường được dùng làm mẫu. Một số ví dụ còn lại đến ngày nay như thánh giá Nhà thờ Thánh Giacôbê ở Toruń (cuối thế kỷ 14), Sách Phúc Âm Reims (1285-1297), tranh ván gỗ của Pacino di Bonaguida thế kỷ 14 và bích họa của Taddeo Gaddi tại Vương cung thánh đường Santa Croce ở Firenze (khoảng năm 1360), bích họa tu viện Phan Sinh ở Pistoia (khoảng năm 1386) và tranh tường tu viện Augustinô ở Roudnice nad Labem (khoảng năm 1360). Cây sự sống mọc lên từ thánh giá cũng được minh họa trong tranh khảm mái vòm Vương cung thánh đường Thánh Clemente ở Roma. Chủ đề Cây sự sống cũng hiện diện trong các di tích Ba Lan trường phái Roman và Gothic. Trên nền Phiến Wiślica (khoảng năm 1175–1177) nằm ở bậc thềm của bàn thờ cũ trong hầm mộ của nhà thờ bị phá hủy từ thế kỷ 12 có hình ảnh cây thiên đường được hai con sư tử đứng gác. Cây sự sống cũng được khắc họa dưới dạng cây cọ thành cột trụ trung tâm vòm gian giữa Nhà thờ Gothic Thánh giá ở Kraków.

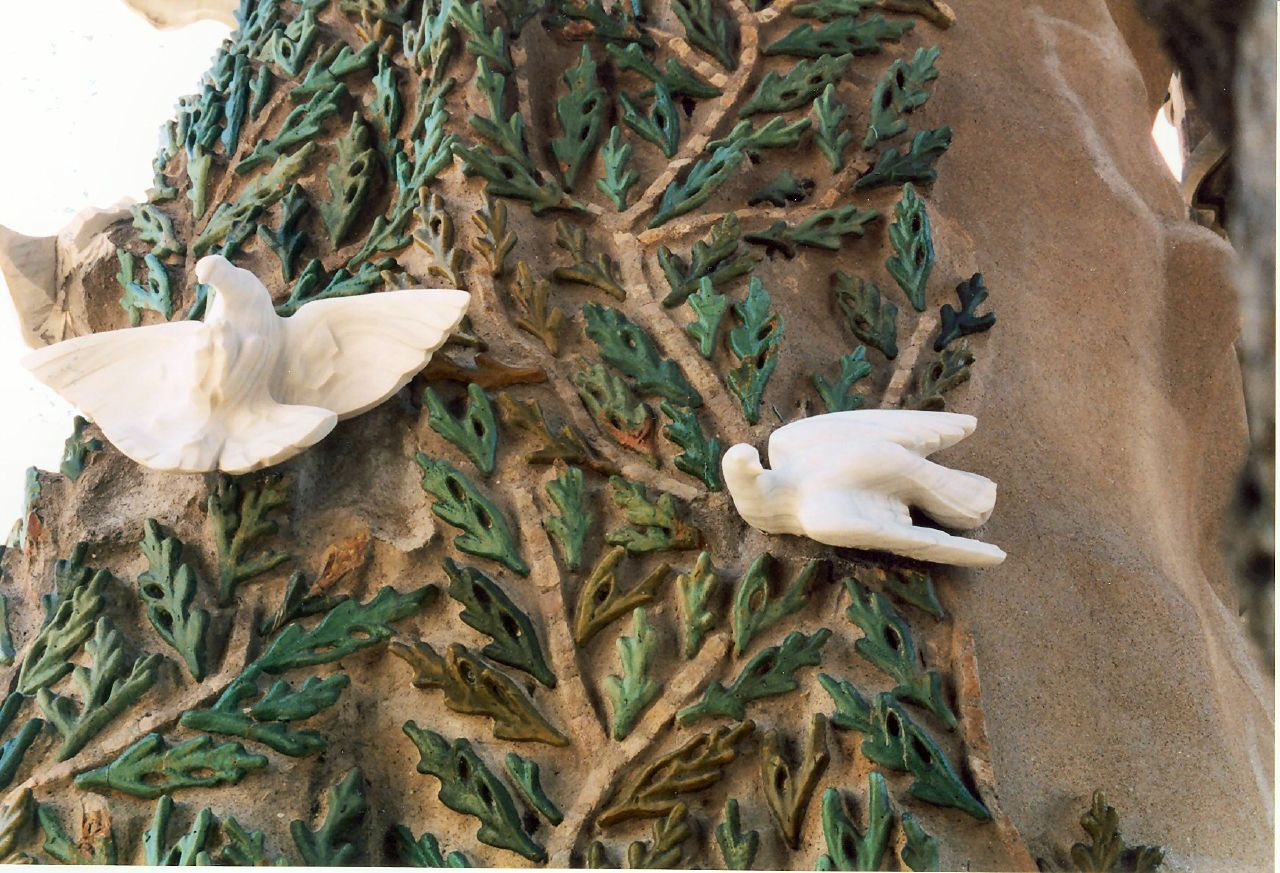
Điêu khắc Cây sự sống với chim trắng; mặt tiền Vương cung thánh đường Sagrada Família ở Barcelona

Nhà huyền bí Công giáo Đức thế kỷ 19 Anna Katharina Emmerick có khải tượng về hình ảnh cây sự sống của thiên đường trong khu vườn rực rỡ. Theo lời bà, cây mọc giữa hòn đảo trên sông thiên đường: "Cây bao phủ toàn bộ đảo, rất rộng nhưng ngọn lại chĩa nhọn. Cành cây vươn thẳng ra, trên đó lại có những cành mới mọc ra giống như những cây nhỏ đang vươn lên. Lá mềm mại, trái màu vàng ẩn trong lá như nụ hồng. Cây giống như loài tuyết tùng. Ta không nhớ có nhìn thấy Adam hay Eva hay loài vật nào khác ở cây đó nhưng chắc chắn có những con chim trắng thánh khiết cao quý đang hót trên cành cây. Đó là cây sự sống."
Trong suốt nhiều thế kỷ, chủ đề Cây sự sống được các tác giả Thiên Chúa giáo thường xuyên nói đến. Ví dụ, Gioan Kim Khẩu (thế kỷ 4), Augustinô thành Hippo (thế kỷ 4-5), Theodoret xứ Cyrus (thế kỷ thứ 5), Anselmô thành Canterbury (thế kỷ 11-12), Rupert xứ Deutz (thế kỷ 11-12), Pierre Lombard (thế kỷ 12), Tôma Aquinô (thế kỷ 13), Bonaventura (thế kỷ 13), Martin Luther (thế kỷ 15-16), Jean Calvin (thế kỷ 16), Anna Emmerick (thế kỷ 19). Giáo hoàng Lêô XIII trong thông điệp Mirae caritatis (1902) đã liên hệ "lòng nhân từ và tình yêu của Đấng Cứu Thế, Chúa chúng ta, dành cho con người" với Cây sự sống. Giáo hoàng Gioan Phaolô II nhận xét rằng Cây sự sống trong Sách Sáng Thế là biểu tượng cho sự sống vĩnh hằng cùng Thiên Chúa.
Sử gia và học giả tôn giáo România Mircea Eliade coi việc gán ý nghĩa Cây sự sống vào thập tự là sự tiếp nối huyền thoại về Cây vũ trụ kết nối trời đất với nhau. Cây sự sống với tư cách hình mẫu văn hóa tượng trưng cho sự tái sinh mãi mãi của tự nhiên và sự vượt qua số phận con người. Đối với Kitô hữu, cây gỗ làm nên thánh giá trở nên đồng nhất với nơi mà cái chết là điểm khởi đầu cho sự sống.

## Nghệ thuật
Chủ đề Cây sự sống được sử dụng trong kiến trúc tôn giáo, ví dụ như hoa văn trong một số nhà thờ Gothic (Nhà thờ Chartres, Nhà thờ Milan). Hình tượng Cây sự sống được điêu khắc dưới dạng cây bách trên mặt tiền Vương cung thánh đường Sagrada Família ở Barcelona, trên cành cây khắc hình chim bồ câu trắng lớn. Bức tranh "Cây sự sống" năm 1909 là một họa phẩm tiêu biểu của Gustav Klimt và được vẽ lại nhiều nhất.
Trong nghệ thuật dân gian Ba Lan cũng khá phổ biến mô típ Cây sự sống với hai con chim. Theo Tiến sĩ Halina Galera từ Khoa Thực vật Môi trường Đại học Warszawa, chủ đề này có lẽ liên hệ tới hình ảnh hoa huệ truyền thống - hình cắt Kurpie trên trục thẳng đứng lấy hình dạng một cái cây cách điệu.
Năm 2005, Đài tưởng niệm được khánh thành ở Birmingham để tưởng nhớ 2.241 người dân thành phố thiệt mạng trong 77 vụ đánh bom từ ngày 8 tháng 8 năm 1940 đến năm 1943. Tác phẩm điêu khắc của Lorenzo Quinn thể hiện Cây sự sống trong hình ảnh bàn tay cách điệu dang rộng.
Năm 2011, bộ phim "The Tree of Life" (Cây sự sống) của Hoa Kỳ đặt ra câu hỏi về ý nghĩa cuộc sống. Tại Giải Oscar lần thứ 84, phim được đề cử ở các hạng mục: Phim hay nhất, Đạo diễn xuất sắc nhất và Hình ảnh xuất sắc nhất, còn tại Liên hoan phim Cannes năm 2011 phim được trao giải Cành cọ Vàng cho Hình ảnh đẹp nhất.

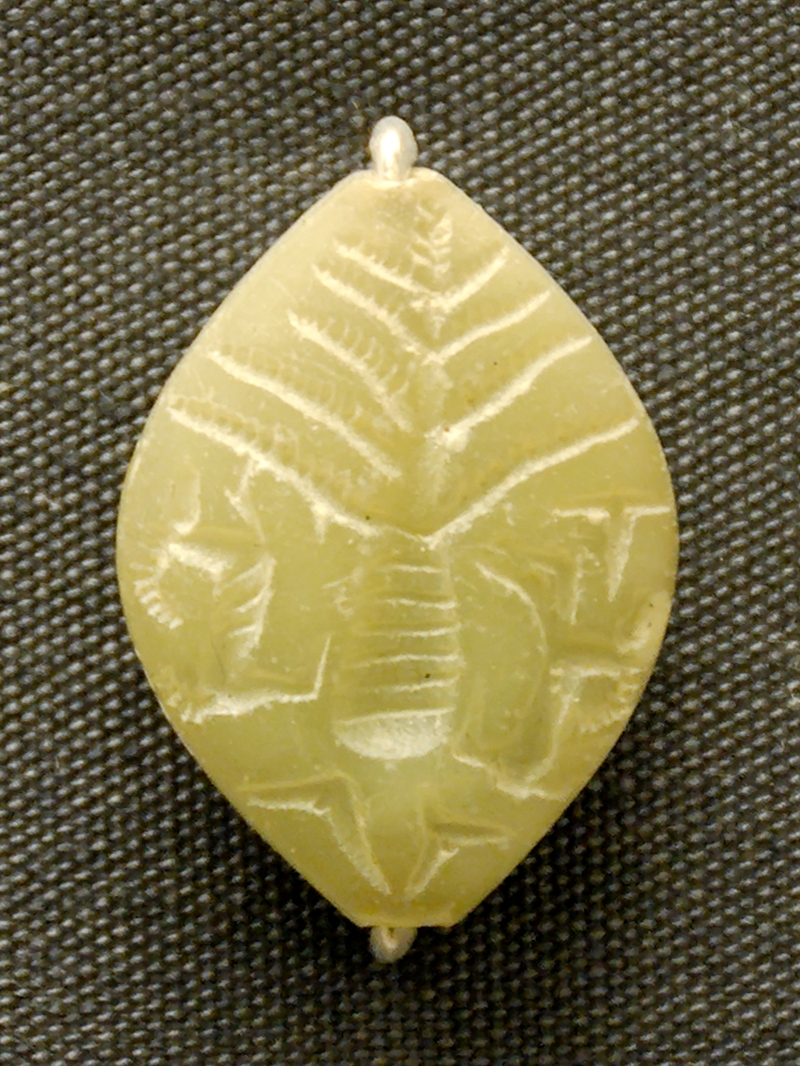
Mặt dây chuyền Hy Lạp từ bộ sưu tập của Bảo tàng Anh (phòng 13: giai đoạn 1050-520 TCN)
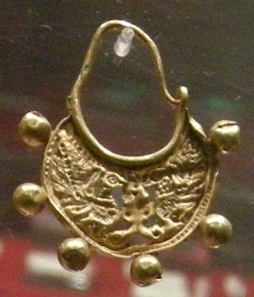
Khuyên tai Byzantine bằng vàng với họa tiết Cây sự sống và hai con công (thế kỷ 6-7, Bảo tàng văn minh trung cổ, Bolonia)
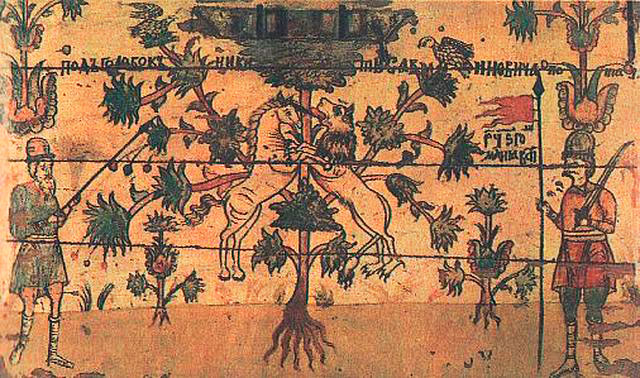
Cây sự sống với sư tử và kỳ lân ở hai bên. Bắc Dvina, quận Bork, Nga (1688)
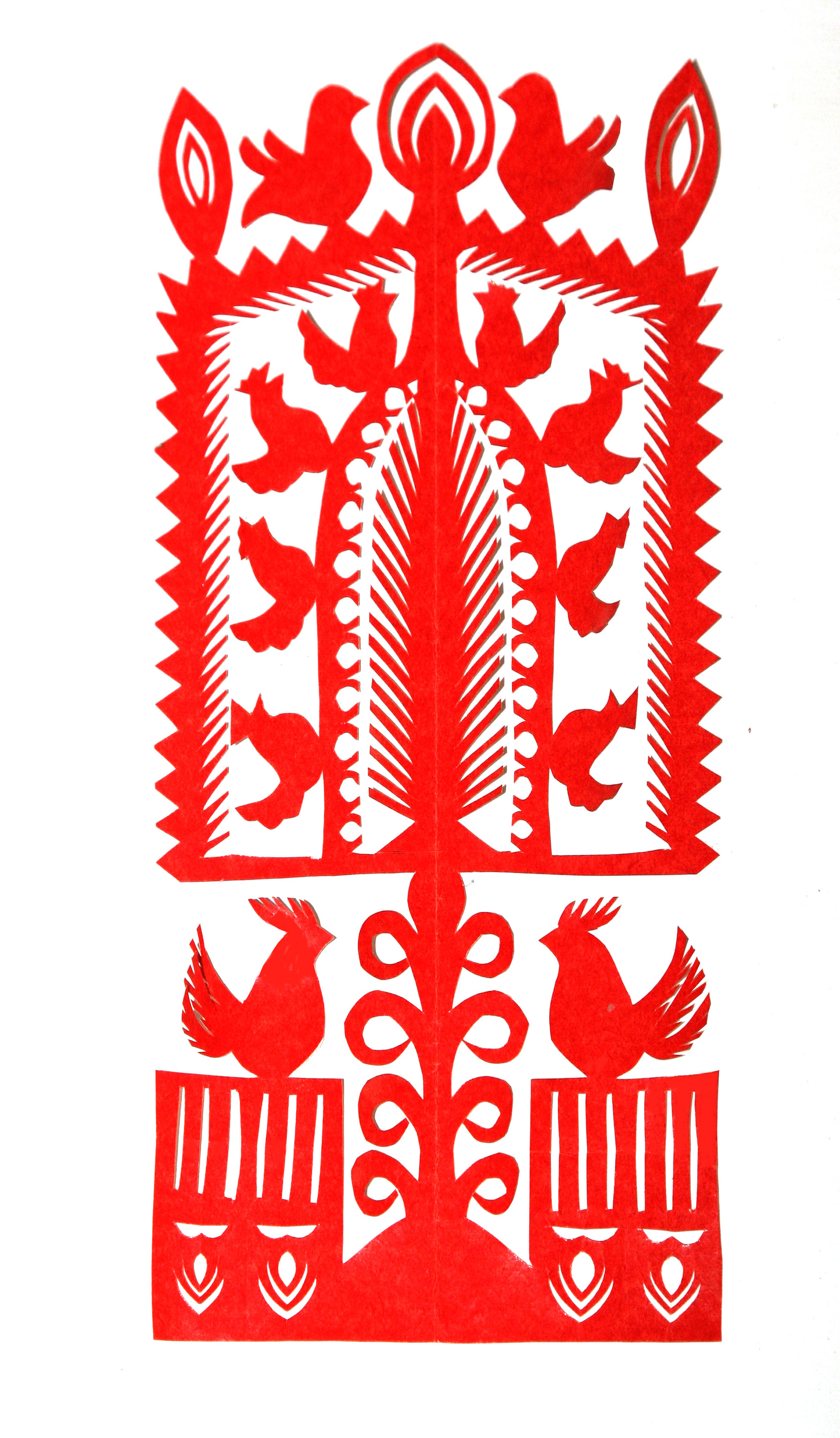
"Leluja" từ vùng Kurpie
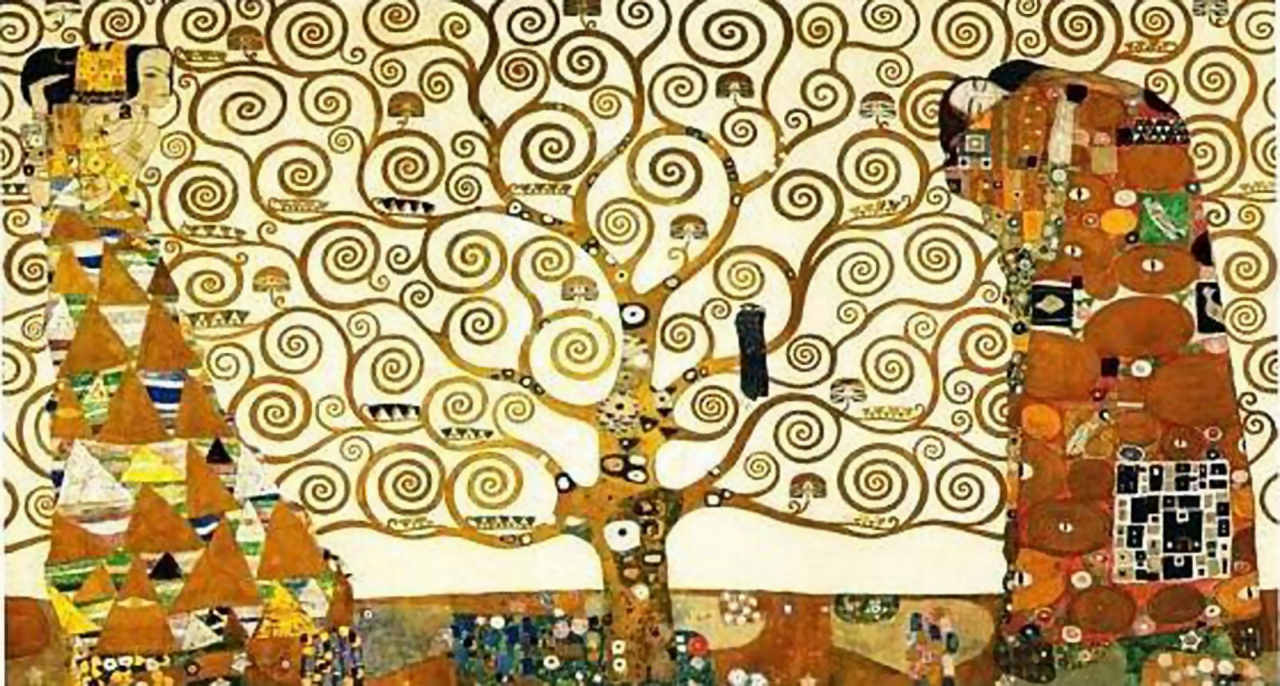
Cây sự sống của Gustav Klimt (1909)
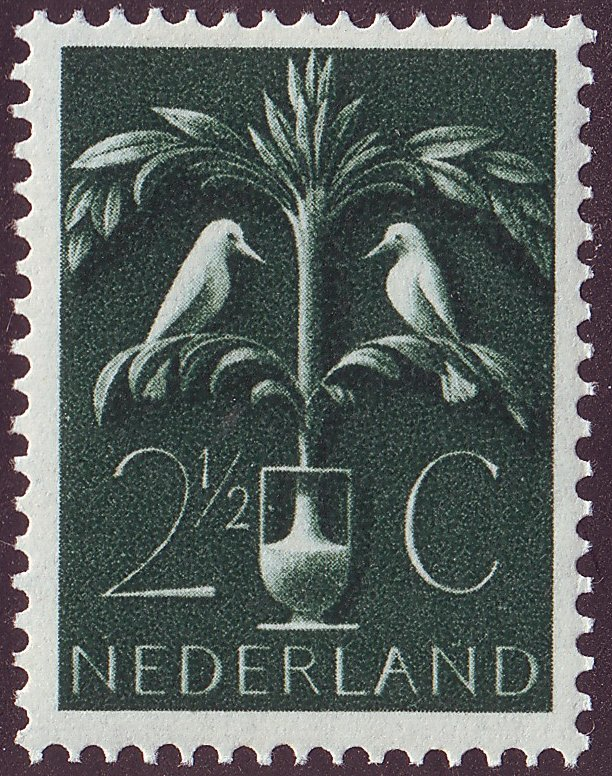
Tem bưu chính Hà Lan năm 1943
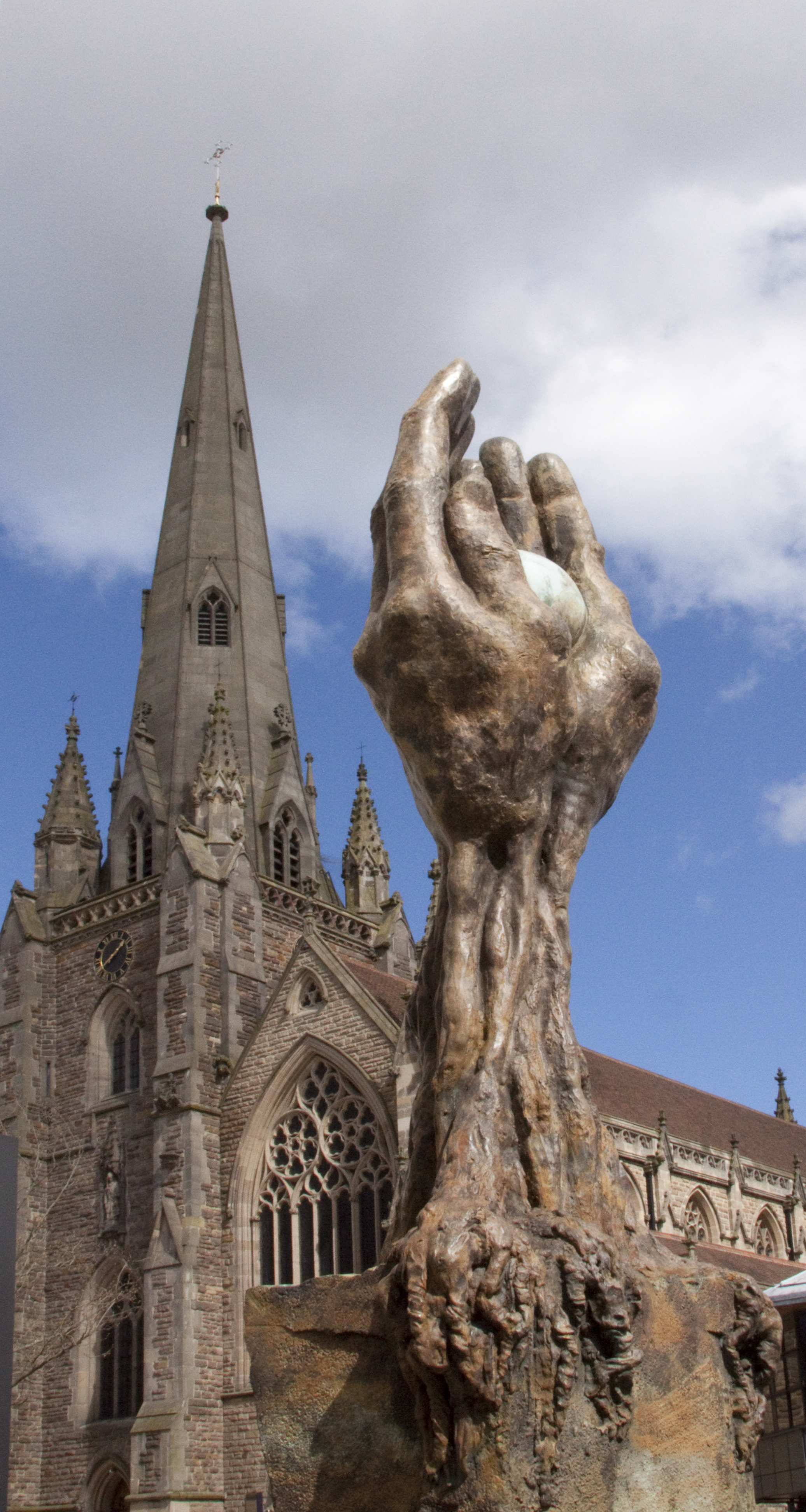
Đài tưởng niệm nạn nhân thiệt mạng vì không kích trong Thế chiến II tại Birmingham
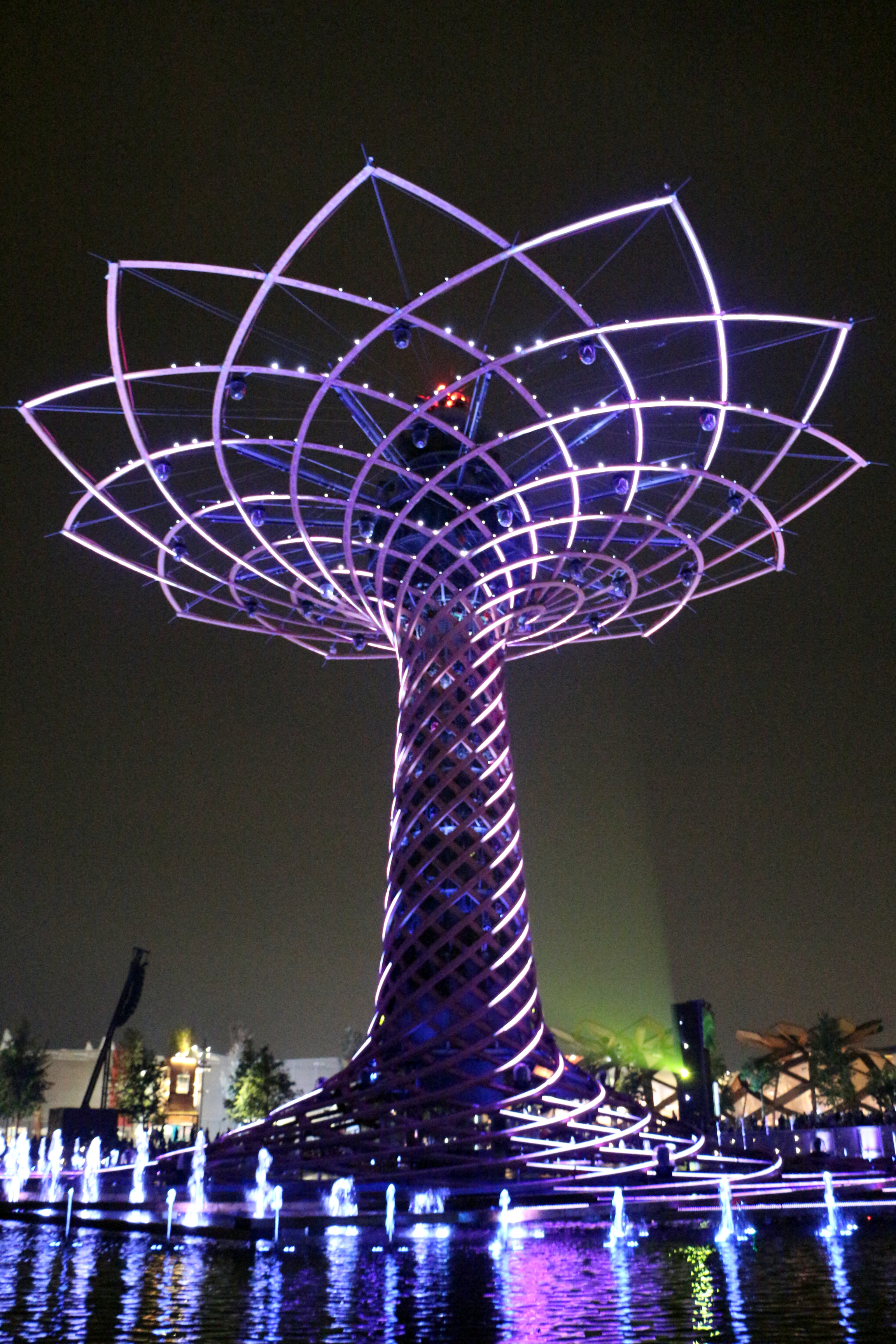
Biểu tượng Cây sự sống trên gian hàng Ý tại Triển lãm thế giới (Milan, 2015)